# Baselga (Bresimo)
Baselga (Baselgia in noneso) è una frazione del comune di Bresimo in provincia autonoma di Trento. L'abitato sorge a 1036 m s.l.m., nella valle di Bresimo, laterale della Val di Non. È percorso dalla strada provinciale SP57 e dista circa 1,5 km da Bresimo.

## Monumenti e luoghi d'interesse

### Architetture religiose
- Santuario di Santa Maria Assunta - attestato almeno dalla prima metà del secolo XIV.[2]

### Architetture militari
- Castello di Altaguardia - risalente al secolo XIII, rimangono soltanto ruderi, di recente resi accessibili dalle autorità comunali.